# 青铜峡水库
青铜峡水库位于中国宁夏回族自治区青铜峡市，建于黄河上游的最后一道峡谷青铜峡上，是一座以灌溉、发电为主，兼顾防洪、防凌等多种效益的综合性水利枢纽工程。

## 自然地理
黄河流出卫宁平原后不久，进入东为牛首山、西为分守岭的两山夹峙峡谷，称作青铜峡。

## 技术
河床闸墩式低水头电站，大坝长687.3米，高42.7米，坝顶高程1160.2米，正常蓄水位1156米。水库设计库容6.06亿立方米。水库面积为113平方千米，回水长44.75千米。河道多年平均流量960立方米每秒，径流量300亿立方米。按百年一遇洪水设计流速7300立方米/秒，千年一遇洪水校核流速9280立方米/秒，多年平均输沙量2.36亿吨。因黄河泥沙淤积，现库容已不足1亿立方米。
最大水头21头，设计水头18米。厂坝合一。八台闸墩式机组与七孔溢流坝相间布置，15孔排沙孔。
总装机容量30.2万千瓦，年设计发电量13.5亿千瓦时，平均年发电量10.148亿千瓦时。
引水保证率100％，形成了河东、河西两大灌溉系统，控制灌溉面积743万亩；使实际灌溉面积从建国初期的140万亩增加了550万亩.

## 历史
东汉时青铜峡称上河峡。北魏时称为青山峡，郦道元《水经注》中记载：“河侧有两山相对，水出其间，即上河峡，世谓之为青山。”唐代称为硖石、大石山。《乾隆宁夏府志》载：“对岸山石嵯峨，与河流映照时作青红色，疑返照之翻赤壁此，殆青铜之所由名。” 
1954年《黄河流域规划技术经济报告》列为黄河46个梯级水利水电工程之一。中国第一个五年计划的重点建设项目、黄河流域第二座水利枢纽工程（晚于三门峡2年）。1955年11月，水电部北京勘测设计院西安分院及104地质勘探队承担勘测设计。1956年8月，在苏联动力学院留学研究低水头闸墩式水电站的万宗尧担任水电部北京勘察设计院青铜峡枢纽工程项目设计总工程师。1957年《黄河青铜峡规划报告》确定枢纽工程灌溉、发电同期建设，装机26万千瓦，投资2.64亿元，选定龙王庙3号比较坝线为最终坝址。1958年5月在兰州组建水电部西北勘测设计研究院，确定青铜峡灌溉发电一期工程水库正常高水位1156米，装机8台、27.2万千瓦，年发电量12.85亿度。1号机尾水排入河西总干渠，2～7号机尾水排入主河道，8号机尾水排入河东总干渠。河西唐徕渠、河东的秦渠、汉渠均被拦河大坝截断，必须保证每年5月1日至10月1日基坑的过流灌溉引水。
1958年6月6日，主持水电部工作的副部长钱正英主持成立水电部黄河青铜峡工程局，人员由三门峡工程局派出，党委书记兼局长赵征，副局长李文，总工程师礼荣勋，副总工程师兼青铜峡枢纽工程项目总设计师万宗尧。1958年8月25日黄河青铜峡水利枢纽工程开工典礼，26日破土动工。工程分三期进行，第一期保证河西唐徕渠的灌溉，1958年9月到11月修筑了河西草土大围堰；第二期保证河东秦渠汉渠的灌溉，1958年底利用开挖河东基坑的出碴堆筑成河东砂石围堰；第三期是干流截流。1959年3月23日，铁道部第24列车电站到工地，4月5日开始发电，建成了以此为中心的供电网，发电量为2500千瓦。大坝下游1.3公里处的青铜峡黄河铁桥是宁夏回族自治区境内第一座黄河大桥，于1959年7月1日建成通车，长292.3米，宽4.5米，承担了工程建设的跨河运输任务。1960年2月24日15：20实现草土围堰截流。
1960年4月，中共中央西北局、水电部决定青铜峡工程不“下马”，但人员由万人精简到4000人。导流明渠原设计的泄量为6000立方米/秒，1960年汛期流量仅3000立方米/秒就出现险情。1960年年底决定防汛标准由原来的50年一遇（设计流量6200立方米/秒）改为百年一遇（设计流量7300立方米/秒）；1961年又提高为300年一遇（设计流量＝8160立方米/秒）。
1961年四川岷江鱼嘴电站下马，水电部决定把鱼嘴电站从苏联订购的ΠЛ661-ΒБ-500型水电机组调拨给青铜峡8号机组使用。哈尔科夫水轮机厂制造水轮机，乌拉尔电器厂制造发电机，列宁格勒斯大林金属工厂制造调速器。为此，炸除8号机组已浇筑好的水轮机组蜗壳、尾水管、泄水管共2700立方米砼，重新浇筑5700立方米砼。
1962年，水电部要求青铜峡工程停工下马。1963年10月9日，国家副主席董必武视察青铜峡工地，赋诗《游青铜峡》：“青铜峡扼黄河喉，约东水从峡底流。导引分渠资灌溉，下流千里保丰收。兴修大坝自需工，发电无妨灌溉工。跃进开头难不倒，任他泥铁笑东风。”1964年7月，青铜峡工程遭遇了25年一遇洪水，最大洪峰为5940 立方米/秒，超过当时工程明渠4000立方米/秒的泄量，被迫炸开上下游围堰从大坝基坑泄洪。汛后重做上下游围堰，清除基坑内20万立方米淤泥，工期延后半年。水电部提出青铜峡工程修改设计增加泄洪建筑物。1964年年底决定在河东岸的重力坝30号、31号部位增设三孔泄洪闸，1965年第一季度开始炸除该两个坝段混凝土17000立方米，当年入冬结冻前泄洪闸混凝土57000立方米浇筑完。1966年,三期工程混凝土浇筑到达坝顶。
1967年春开始蓄水。1967年8月发生青铜峡事件，革命群众试图炸毁青铜峡大坝，与兰州军区解放军部队交火，造成数百人伤亡。1967年12月26日第一台（2号机组）机组发电。以后随着宁夏地区电力负荷的增长，逐年安装机组。1968年11月20日第二台机组（即河东渠首电站8号机组）建成发电；1970年11月底第三台机组（即河西渠首电站1号机组）建成发电；1971年12月第四台机组（即3号机组）建成发电；1973年12月第五台机组（即4号机组）建成发电；1974年9月17日，新华社刊发通讯《英雄战黄河 塞上添明珠——记黄河青铜峡水利枢纽的建设》。1974年12月第六台机组（即5号机组）建成发电；1975年12月第七台机组（即7号机组）建成发电；1978年12月第八台机组（即6号机组）建成发电。1978年12月8台机组全部投产发电。
为充分利用灌溉水能资源，1993年新建了青铜峡唐渠电站，1995年9号机组（唐渠公司）投产发电。
已于1986年设立青铜峡水库湿地鸟类自然保护区。 2010年12月，青铜峡拦河大坝被宁夏回族自治区人民政府公布为自治区级文物保护单位。